# Malte Jakschik
Malte Jakschik (Bonn, 3 de agosto de 1993) es un deportista alemán que compite en remo.
Participó en dos Juegos Olímpicos de Verano, obteniendo dos medallas de plata, en Río de Janeiro 2016 y Tokio 2020, ambas en la prueba de ocho con timonel.
Ganó cinco medallas en el Campeonato Mundial de Remo entre los años 2014 y 2019, y ocho medallas en el Campeonato Europeo de Remo entre los años 2013 y 2020.

## Palmarés internacional
| Juegos Olímpicos   | Juegos Olímpicos          | Juegos Olímpicos  | Juegos Olímpicos   |
| Año                | Lugar                     | Medalla           | Prueba             |
| ------------------ | ------------------------- | ----------------- | ------------------ |
| 2016               | Río de Janeiro (Brasil)   | Medalla de plata  | Ocho con timonel   |
| 2020               | Tokio (Japón)             | Medalla de plata  | Ocho con timonel   |
| Campeonato Mundial |                           |                   |                    |
| Año                | Lugar                     | Medalla           | Prueba             |
| 2014               | Ámsterdam (Países Bajos)  | Medalla de plata  | Ocho con timonel   |
| 2015               | Aiguebelette (Francia)    | Medalla de plata  | Ocho con timonel   |
| 2017               | Sarasota (Estados Unidos) | Medalla de oro    | Ocho con timonel   |
| 2018               | Plovdiv (Bulgaria)        | Medalla de oro    | Ocho con timonel   |
| 2019               | Ottensheim (Austria)      | Medalla de oro    | Ocho con timonel   |
| Campeonato Europeo |                           |                   |                    |
| Año                | Lugar                     | Medalla           | Prueba             |
| 2013               | Sevilla (España)          | Medalla de bronce | Cuatro sin timonel |
| 2014               | Belgrado (Serbia)         | Medalla de oro    | Ocho con timonel   |
| 2015               | Poznań (Polonia)          | Medalla de oro    | Ocho con timonel   |
| 2016               | Brandeburgo (Alemania)    | Medalla de oro    | Ocho con timonel   |
| 2017               | Račice (República Checa)  | Medalla de oro    | Ocho con timonel   |
| 2018               | Glasgow (Reino Unido)     | Medalla de oro    | Ocho con timonel   |
| 2019               | Lucerna (Suiza)           | Medalla de oro    | Ocho con timonel   |
| 2020               | Poznań (Polonia)          | Medalla de oro    | Ocho con timonel   |